# Буйгородский сельсовет
Буйгородский сельсовет — упразднённая административно-территориальная единица, существовавшая на территории Московской губернии и Московской области до 1939 года.
Буйгородский сельсовет был образован в первые годы советской власти. В 1921 году Буйгородский с/с входил в Буйгородскую волость Волоколамского уезда Московской губернии.
По данным 1926 года в состав сельсовета входили 2 населённых пункта — Буйгород и Глазачево, а также 1 хутор.
В 1929 году Буйгородский с/с был отнесён к Волоколамскому району Московского округа Московской области.
17 июля 1939 года Буйгородский сельсовет был упразднён, а его территория (селения Буйгород и Глазачёво) передана в Поповкинский с/с.